# John Edison García
John Edison García (La Ceja, Antioquia, Colombia; 4 de junio de 1989) es un futbolista colombiano. Juega de defensa y su club actual es la Alianza Valledupar de la Primera División de Colombia.

## Trayectoria
Inició su carrera en la cantera del Leones y en el 2011 hace su debut como futbolista profesional.
El 31 de diciembre de 2013 es fichado por el estratega Héctor Estrada, DT del Cúcuta Deportivo.

## Estadísticas
Actualizado al último partido disputado el 1 de octubre de 2023
| Club                          | Div.          | Temporada     | Liga  | Liga  | Copas nacionales | Copas nacionales | Copas internacionales | Copas internacionales | Total | Total |
| Club                          | Div.          | Temporada     | Part. | Goles | Part.            | Goles            | Part.                 | Goles                 | Part. | Goles |
| ----------------------------- | ------------- | ------------- | ----- | ----- | ---------------- | ---------------- | --------------------- | --------------------- | ----- | ----- |
| Deportivo Rionegro · Colombia | 1.ª           | 2011          | 7     | 0     | 3                | 0                | —                     | —                     | 10    | 0     |
| Deportivo Rionegro · Colombia | 1.ª           | 2012          | 29    | 6     | 4                | 0                | —                     | —                     | 33    | 6     |
| Deportivo Rionegro · Colombia | 1.ª           | 2013          | 41    | 6     | 3                | 0                | —                     | —                     | 44    | 6     |
| Deportivo Rionegro · Colombia | Total club    | Total club    | 77    | 0     | 10               | 0                | 0                     | 0                     | 87    | 12    |
| Cúcuta Deportivo · Colombia   | 1.ª           | 2014          | 36    | 3     | 9                | 0                | —                     | —                     | 45    | 3     |
| Cúcuta Deportivo · Colombia   | 1.ª           | 2015          | 17    | 1     | 2                | 0                | —                     | —                     | 19    | 1     |
| Cúcuta Deportivo · Colombia   | 1.ª           | 2015-II       | 3     | 0     | —                | —                | —                     | —                     | 3     | 0     |
| Cúcuta Deportivo · Colombia   | 1.ª           | 2016          | 24    | 0     | 3                | 0                | —                     | —                     | 27    | 0     |
| Cúcuta Deportivo · Colombia   | 1.ª           | 2017          | 31    | 1     | 7                | 0                | —                     | —                     | 38    | 1     |
| Cúcuta Deportivo · Colombia   | Total club    | Total club    | 111   | 5     | 21               | 0                | 0                     | 0                     | 132   | 5     |
| La Equidad · Colombia         | 1.ª           | 2018          | 29    | 2     | 4                | 0                | —                     | —                     | 33    | 2     |
| La Equidad · Colombia         | 1.ª           | 2019          | 24    | 1     | 1                | 0                | 1                     | 0                     | 26    | 1     |
| La Equidad · Colombia         | 1.ª           | 2020          | 22    | 2     | 0                | 0                | —                     | —                     | 22    | 2     |
| La Equidad · Colombia         | 1.ª           | 2021          | 37    | 2     | 4                | 0                | 7                     | 1                     | 48    | 3     |
| La Equidad · Colombia         | Total club    | Total club    | 112   | 7     | 9                | 0                | 8                     | 1                     | 129   | 8     |
| América de Cali · Colombia    | 1.ª           | 2022          | 26    | 0     | —                | —                | 2                     | 0                     | 28    | 0     |
| América de Cali · Colombia    | 1.ª           | 2023          | 16    | 1     | —                | —                | —                     | —                     | 16    | 1     |
| América de Cali · Colombia    | Total club    | Total club    | 42    | 1     | 0                | 0                | 2                     | 0                     | 44    | 1     |
| Total carrera                 | Total carrera | Total carrera | 342   | 25    | 40               | 0                | 10                    | 1                     | 392   | 26    |